# Fuga dal Natale
Fuga dal Natale (Skipping Christmas) è un romanzo di John Grisham pubblicato nel 2001.

## Trama
Si avvicina il Natale, e con esso tutto ciò che comporta: una bella festa, certo, forse la più bella di tutto l'anno, ma nel mondo consumista è anche sinonimo di grosse spese per acquistare i regali, gli addobbi, le beneficenze e imbandire le tavole delle famiglie.
L'anno precedente, per questo, la famiglia Krank ha subito un esborso di 6100 dollari. Quest'anno però la figlia Blair, neolaureata, parte per una missione umanitaria in Perù, quindi senza di lei festeggiare il Natale perde di significato. Il signor Luther Krank allora decide di investire più o meno la somma spesa l'anno precedente per una crociera ai Caraibi. Questo significa niente addobbi, niente festa con tutti i vicini, niente beneficenza, niente tacchino, niente regali, niente pupazzo Frosty sul tetto.
L'impresa però non è facile: il Natale è una festa troppo invadente, spinta soprattutto dal consumismo e dall'ipocrisia della gente, con i suoi falsi moralismi.

## Edizioni
- John Grisham, Fuga dal Natale, traduzione di Tullio Dobner, collana Oscar bestsellers, Arnoldo Mondadori, novembre 2005,  p. 153, ISBN 88-04-53679-9.

## Film
Da questo romanzo nel 2004 è stato tratto un film omonimo, con protagonisti Tim Allen e Jamie Lee Curtis.